# Craterul Neugrund

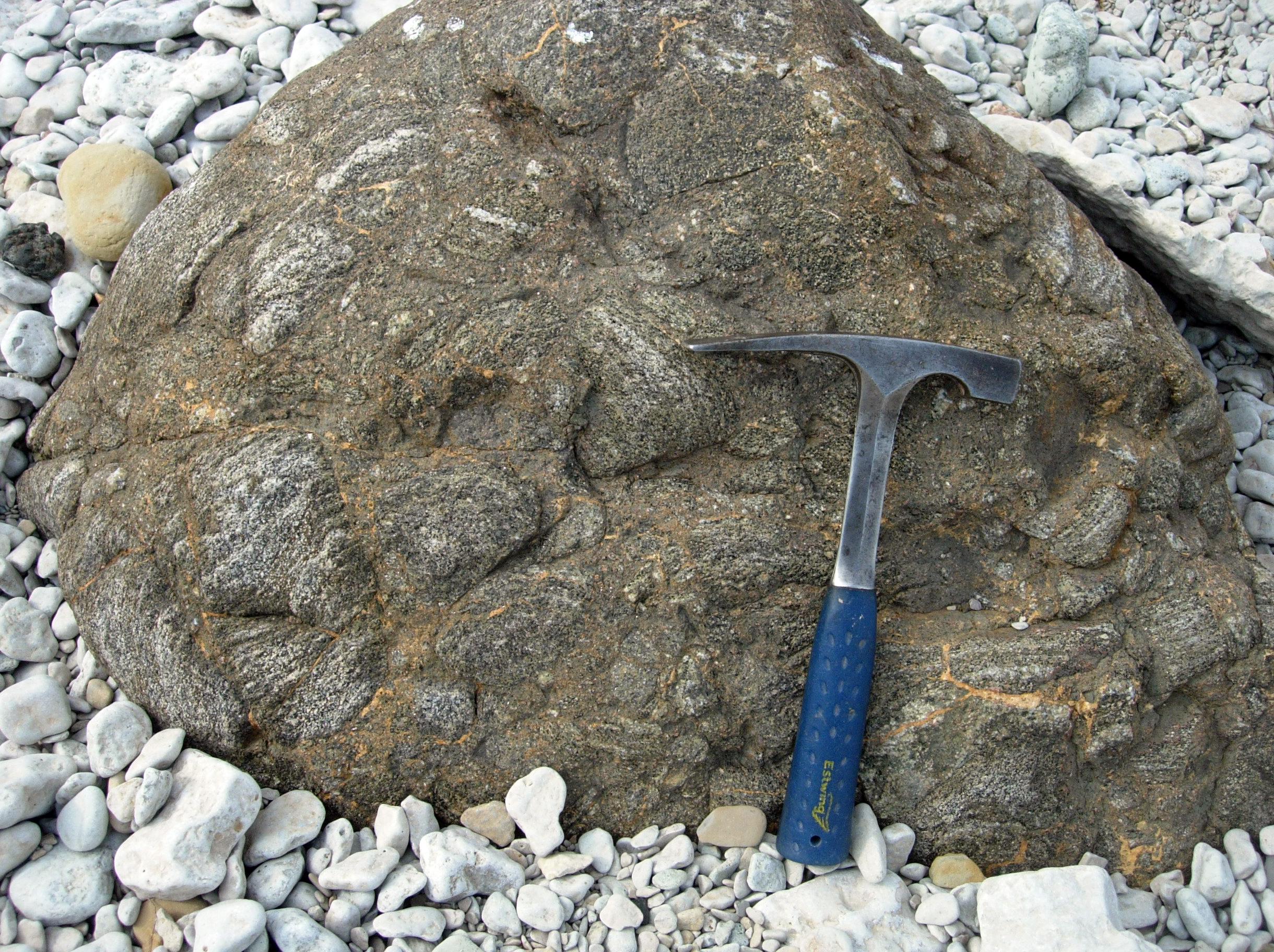
Bolovan de brecie de pe coasta insulei Osmussaar, aparent aruncat acolo de impactul Neugrund.

Craterul Neugrund este un crater de impact meteoritic în Estonia.

## Date generale
Acesta are 8 km în diametru și are vârsta estimată la 470 milioane ani, în perioada Ordovician. Craterul se află sub apele mării și nu este expus la suprafață. Cu toate acestea, bolovani de brecii au fost găsiți pe coasta insulei Osmussaar, o insulă din apropiere. Se crede că acești bolovani au fost aruncați acolo de explozia care a rezultat în urma impactului.